# Декабристы в Бурятии

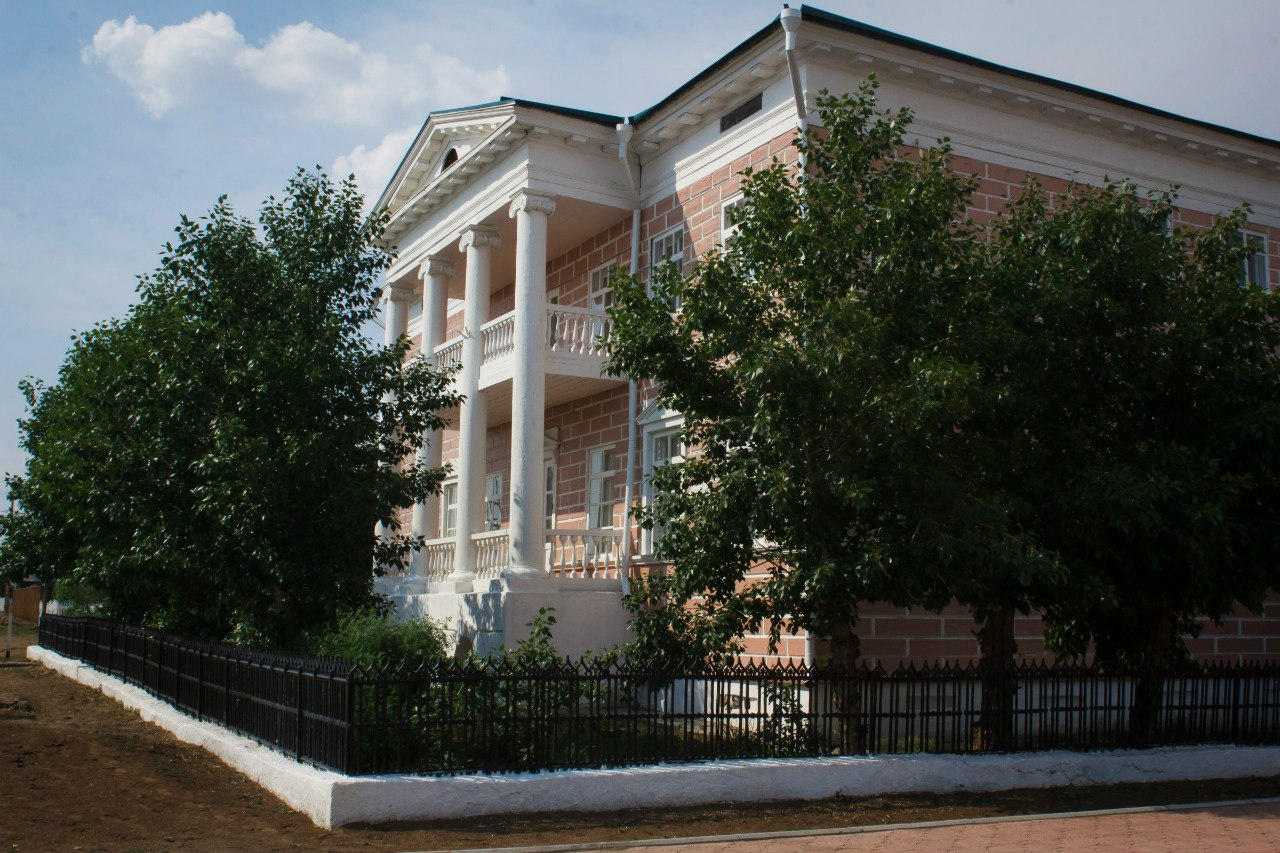
Музей декабристов в Новоселенгинске.

После завершения каторги в Петровском заводе 14 декабристов жили в ссылке в Бурятии (в то время территории Забайкальской области и Иркутской губернии).

## Место ссылки

### Баргузин

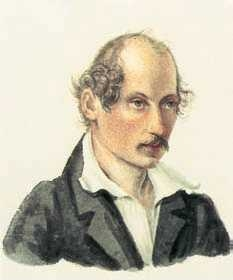
Михаил Карлович Кюхельбеккер

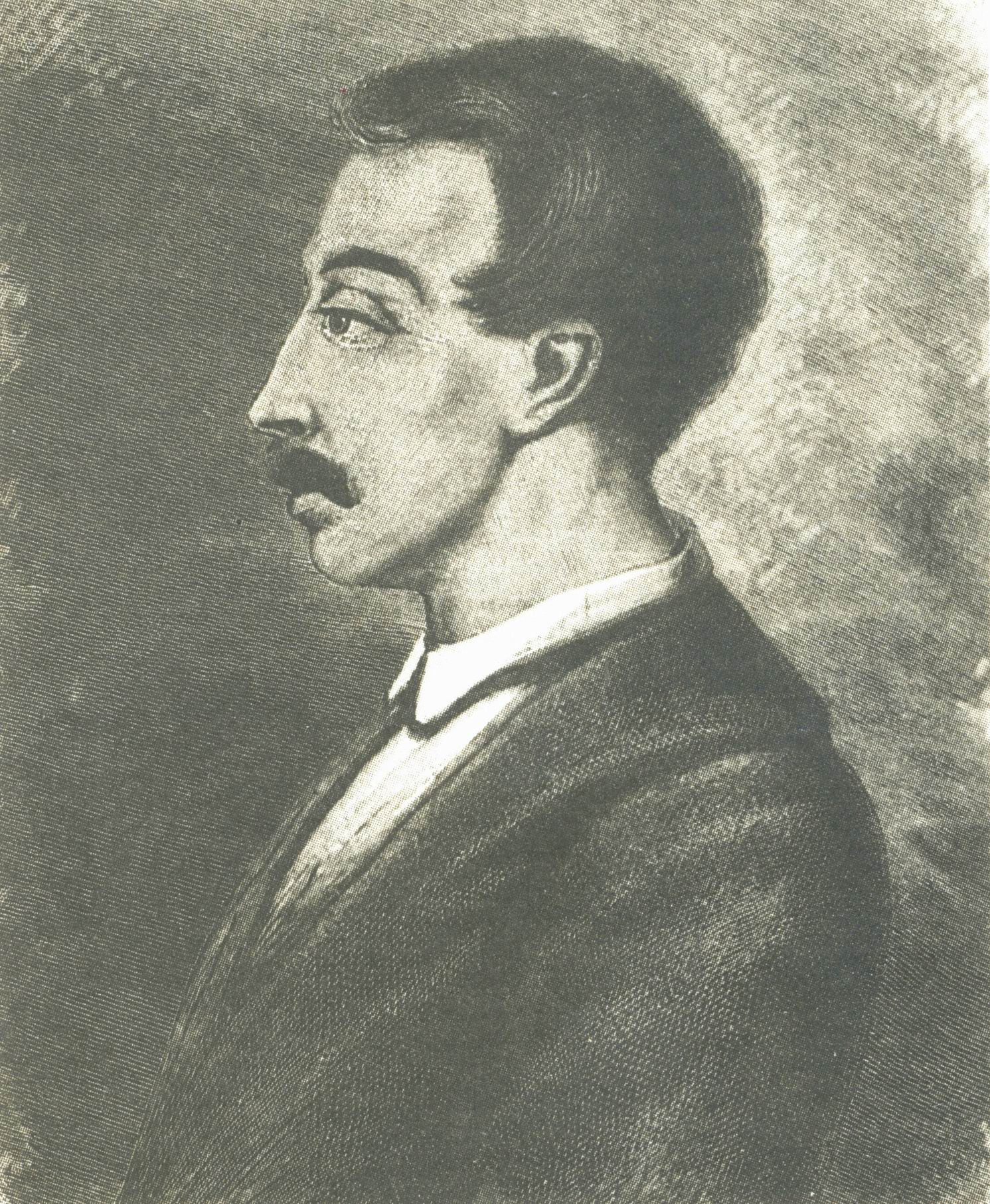
Вильгельм Карлович Кюхельбеккер

В настоящее время село Баргузин. Здесь жили в ссылке братья Кюхельбекеры.
- Михаил Карлович Кюхельбеккер (1798—1859) — лейтенант Гвардейского экипажа. Жил в Баргузине после 10 июля 1831 года до 1859 года. Женился на мещанке Анне Степановне Токаревой. Оказывал медицинскую помощь жителям города и ближних селений. В своём доме открыл бесплатную больницу и аптеку для местных жителей. Оказывал медицинскую помощь и на свои средства приобретал лекарства. Организовал школу, которая располагалась на первом этаже в его доме. Обучал местных жителей любого возраста чтению, письму, арифметике. Все книги и учебные пособия приобретал за собственный счёт. Занимался изучением Забайкалья, написал «Краткий очерк Забайкальского края». Умер в Баргузине.

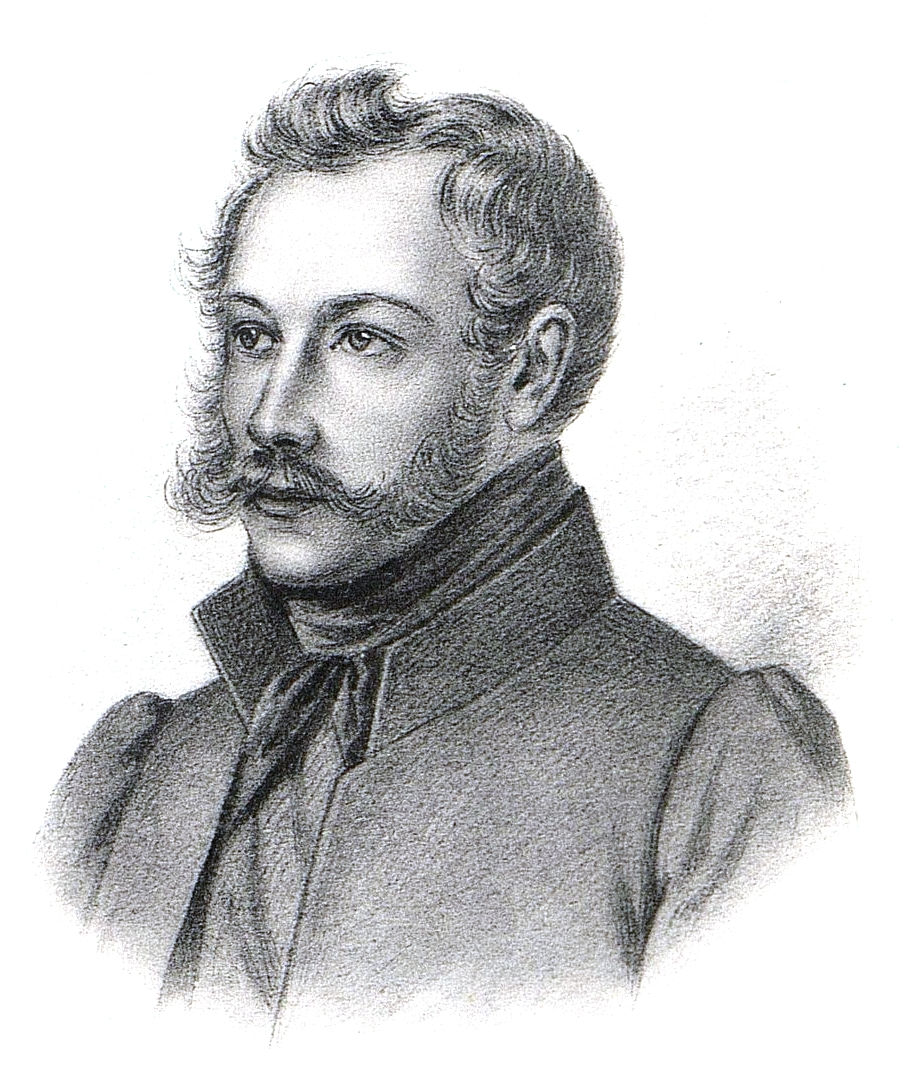
Иван Фёдорович Шимков

- Вильгельм Карлович Кюхельбеккер (1797—1846) — отставной коллежский асессор, литератор, поэт. Учился в Царскосельском лицее вместе с А. С. Пушкиным. Жил в Баргузине с 20 января 1836 года. В 1837 году женился на дочери местного почтмейстера Дросиде Ивановне Артеновой. Писал стихотворения, поэмы, элегии, критические статьи, написал этнографический очерк «Жители Забайкалья и Закаменья». Иван Фёдорович ШимковПо собственному ходатайству переведён в Акшинскую крепость 16 сентября 1839 года.

### Батуринская слобода
В настоящее время село Батурино, Прибайкальский район.
Иван Фёдорович Шимков (1803 или 1804—1836) — прапорщик Саратовского пехотного полка. Обращён на поселение в Батурино 25 января 1833 года. Занимался литературной деятельностью, преимущественно переводами, но публикация его трудов была запрещена. Умер в Батуринской слободе. Похоронен на кладбище у Сретенской церкви. По преданию, памятную плиту на его могилу привезла княгиня М. Н. Волконская.

### Верхнеудинск
Ныне Улан-Удэ.
- Яков Максимович Андреевич (1801—1840) — был одним из самых активных декабристов. Жил в Верхнеудинске после 10 июля 1839 года. Умер здесь же 18 апреля 1840 года. Могила не сохранилась.
- Александр Николаевич Муравьёв (1792—1863) — отставной полковник гвардии Генерального штаба. Жил в Верхнеудинске вместе с женой с 24 января 1827 года. 19 января 1828 года был назначен городничим в Иркутск.

### Итанца
В настоящее время село Турунтаево, Прибайкальский район.
Евгений Петрович Оболенский (1796—1865) — князь, один из самых активных участников восстания. По указу 10 июля 1839 года обращён на поселение в село Итанцу. 
Пытался организовать мыловарение. 20 июня 1841 года Оболенскому было разрешено переехать в Туринск Тобольской губернии.

### Кабанское
В настоящее время село Кабанск, Кабанский район.
Михаил Николаевич Глебов (1804—1851) — коллежский секретарь. Определён на поселение в село Кабанское в августе 1832 года. Умер в Кабанском, по официальным сведениям, от побоев и отравления.

### Подлопатки
В настоящее время село Подлопатки, Мухоршибирский район. Здесь жили братья Борисовы.
- Пётр Иванович Борисов (1800—1854) — подпоручик 8-й артиллерийской бригады. Переведён на поселение в Подлопатки указом от 10 июля 1839 года. 21 марта 1841 года переведён в деревню Малая Разводная под Иркутском. Ученый-естествоиспытатель, художник, автор научных трудов по орнитологии и флористике.
- Андрей Иванович Борисов (1798—1854) — отставной подпоручик. Переведён на поселение в Подлопатки 10 июля 1839 года. 21 марта 1841 года переведён в деревню Малая Разводная. На каторге и поселении вёл научные природоведческие наблюдения, собирал гербарий.

### Селенгинск
В настоящее время Новоселенгинск. 
Первым на поселение в Селенгинск приехал К. П. Торсон. За ним по собственному желанию последовали братья Бестужевы, хотя они могли поселиться в Западной Сибири.
- Константин Петрович Торсон (1793—1851) — капитан-лейтенант, адъютант начальника Морского штаба. Прибыл в Селенгинск 21 мая 1837 года. В своём доме Торсон вместе с братьями Бестужевыми организовал школу для обучения грамоте и ремёслам детей местных жителей. Занимался постройкой и усовершенствованием сельскохозяйственных машин. Написал статью «Взгляд на изобретение и распространение машин». Пытался внедрить в Сибири молотилку собственной конструкции. Выращивал арбузы и дыни. Умер в Селенгинске 4 декабря 1851 года. Похоронен на Посадском кладбище на берегу Селенги.
- Михаил Александрович Бестужев (1800—1871) — штабс-капитан лейб-гвардии Московского полка. В Селенгинске с 1 сентября 1839 года. Женился на сестре казачьего есаула Селиванова — Марии Николаевне. Занимался сельским хозяйством, акклиматизацией растений. Печатался в первой газете Забайкалья «Кяхтинский листок». После амнистии остался в Селенгинске. В 1857 году участвовал в третьем сплаве по Амуру до Николаевска. Выехал из Селенгинска в 1867 году после смерти жены.
- Николай Александрович Бестужев (1791—1855) — капитан-лейтенант 8-го флотского экипажа, историограф флота, писатель, критик, изобретатель, художник. Жил в Селенгинске с 1 сентября 1839 года. Проводил метеорологические, сейсмические и астрономические наблюдения. Выращивал табак и арбузы, пытался организовать тонкорунное овцеводство. Описал Гусиное озеро и расположенное рядом угольное месторождение. Проводил исследования по этнографии и археологии, собирал бурятские песни и сказки. Открыл следы оросительных систем у первых земледельцев Забайкалья, петроглифы по Селенге. Умер 15 мая 1855 года в Селенгинске. Похоронен на Посадском кладбище рядом с Торсоном.

### Тунка

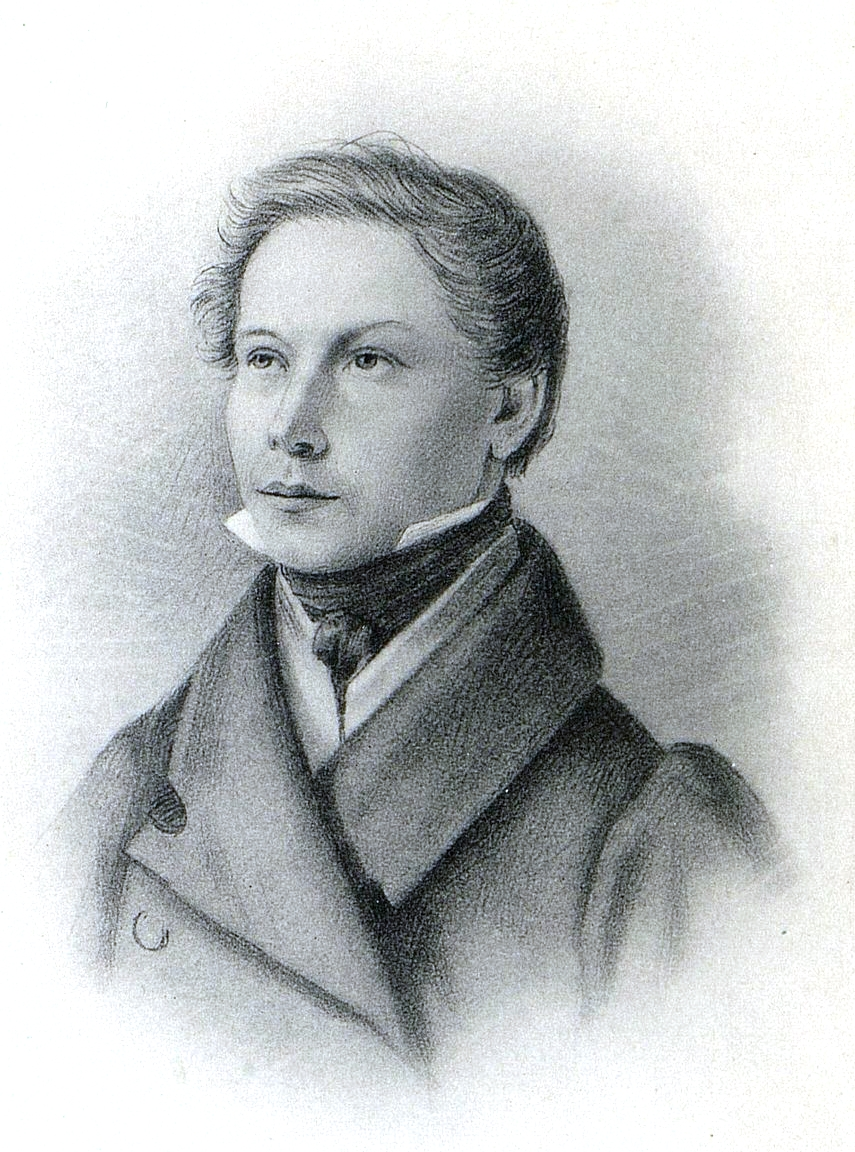
Юлиан Казимирович Люблинский

В настоящее время село Тунка, Тункинский район
- Юлиан Казимирович Люблинский (1798—1873) — дворянин Волынской губернии. По указу от 30 июля 1829 года поселён в Тункинской крепости Иркутской губернии. 26 января 1844 года получил разрешение о переводе в село Жилкино Иркутской губернии. Жена — тункинская крестьянка Агафья Дмитриевна Тюменцева. Написал воспоминания о жизни на каторге и поселении, которые отправил в Лондон А. И. Герцену.
- Владимир Сергеевич Толстой (1806—1888) — прапорщик Московского пехотного полка. В Тунке жил после 15 мая 1827 года. Определён рядовым на Кавказ 15 июня 1829 года.

## Библиотеки декабристов
За 12 лет проживания декабристов в Нерчинске, Чите и Петровском Заводе у них сформировались библиотеки в несколько тысяч наименований книг и значительное количество периодических изданий, включая 20 иностранных. Книги декабристов впоследствии значительно пополнили различные сибирские библиотеки.
Хорошее собрание книг имели братья Бестужевы, которое значительно пополнилось после приезда в Селенгиск их сестры Елены Александровны. Друзья Бестужевых присылали им книги по медицине, часовому делу, гидрографии, архитектуре. Часть библиотеки была продана М. А. Бестужевым в Кяхту, а часть разыграна в лотерею в Селенгинске. После создания 1851 году в Иркутске Сибирского отдела Русского географического общества книги Бестужевых были переданы в библиотеку Сибирского отдела и сгорели во время пожара 1879 года. Сведений о библиотеке Бестужевых сохранилось очень мало.

## Педагогическая деятельность
В ссылке декабристы в своих домах создавали бесплатные школы для местных детей. Преподавательской деятельностю занимались: Н. А. и М. А. Бестужевы, М. К. Кюхельбекер. Предположительно преподавали: Ф. К. Кюхельбекер, В. С. Толстой, Ю. К. Люблинский, Е. П. Оболенский.

## Музеи
В 1975 году открыт Музей декабристов в Новоселенгинске.

## Память
- Именем М. К. Кюхельбекера названа одна из улиц Баргузина.
- В честь В. К. Кюхельбекера получила название железнодорожная станция Кюхельбекерская в посёлке Янчукан на Байкало-Амурской магистрали[2].
- Именем Н. А. Бестужева названа улица в Новоселенгинске.
- В городе Улан-Удэ Русский государственный драматический театр с 1991 года носит имя Н. А. Бестужева;
- 4 февраля 1926 года Верхнеудинский Городской Совет рабочих и красноармейских депутатов постановлением № 1 переименовал улицы: Омулёвскую — в Бестужевскую, Бекетовскую — в Пестелевскую, Волынскую — в Рылеевскую[3].

## Памятники

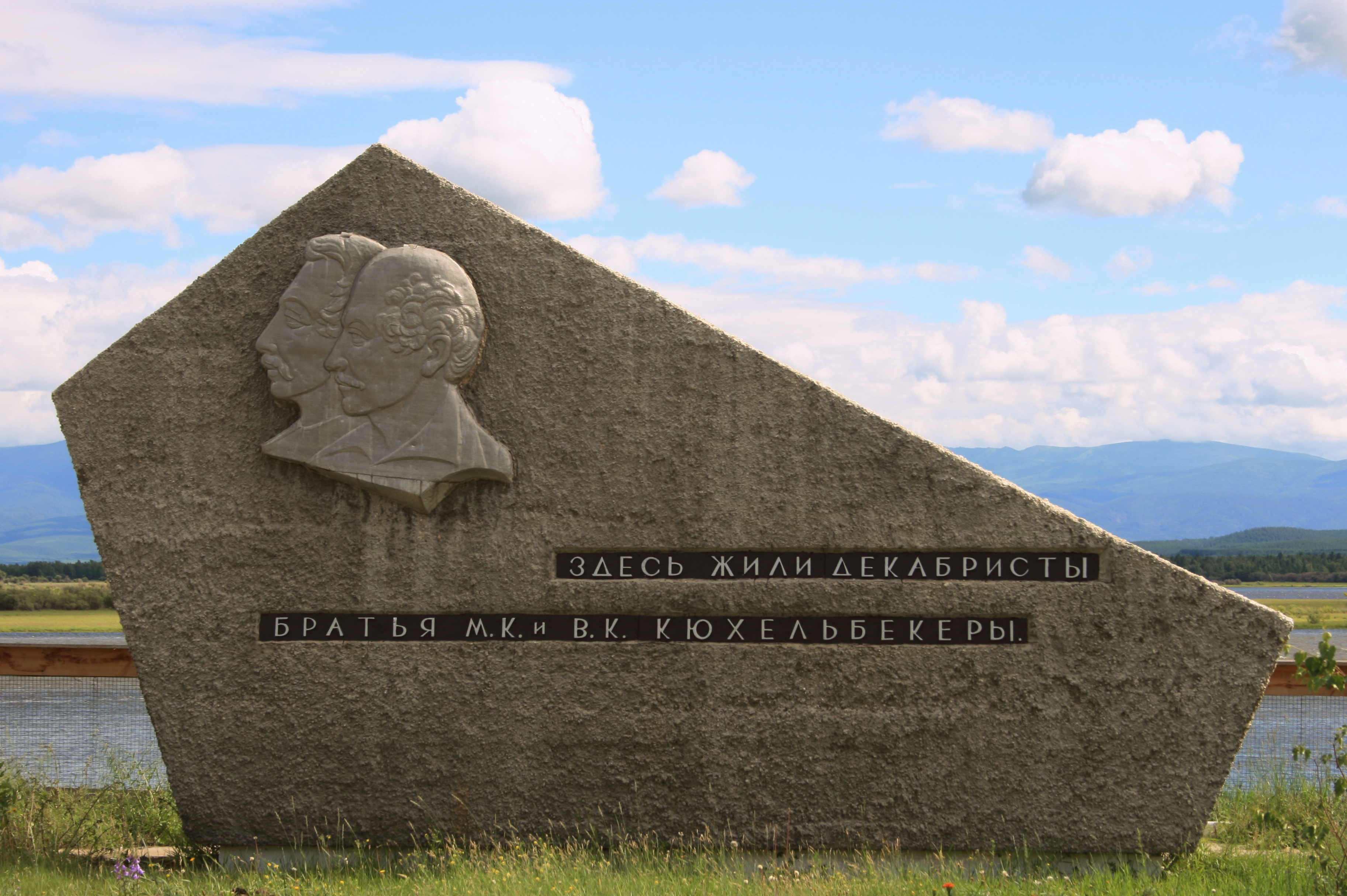
Памятник братьям-декабристам Кюхельбекерам в селе Баргузин
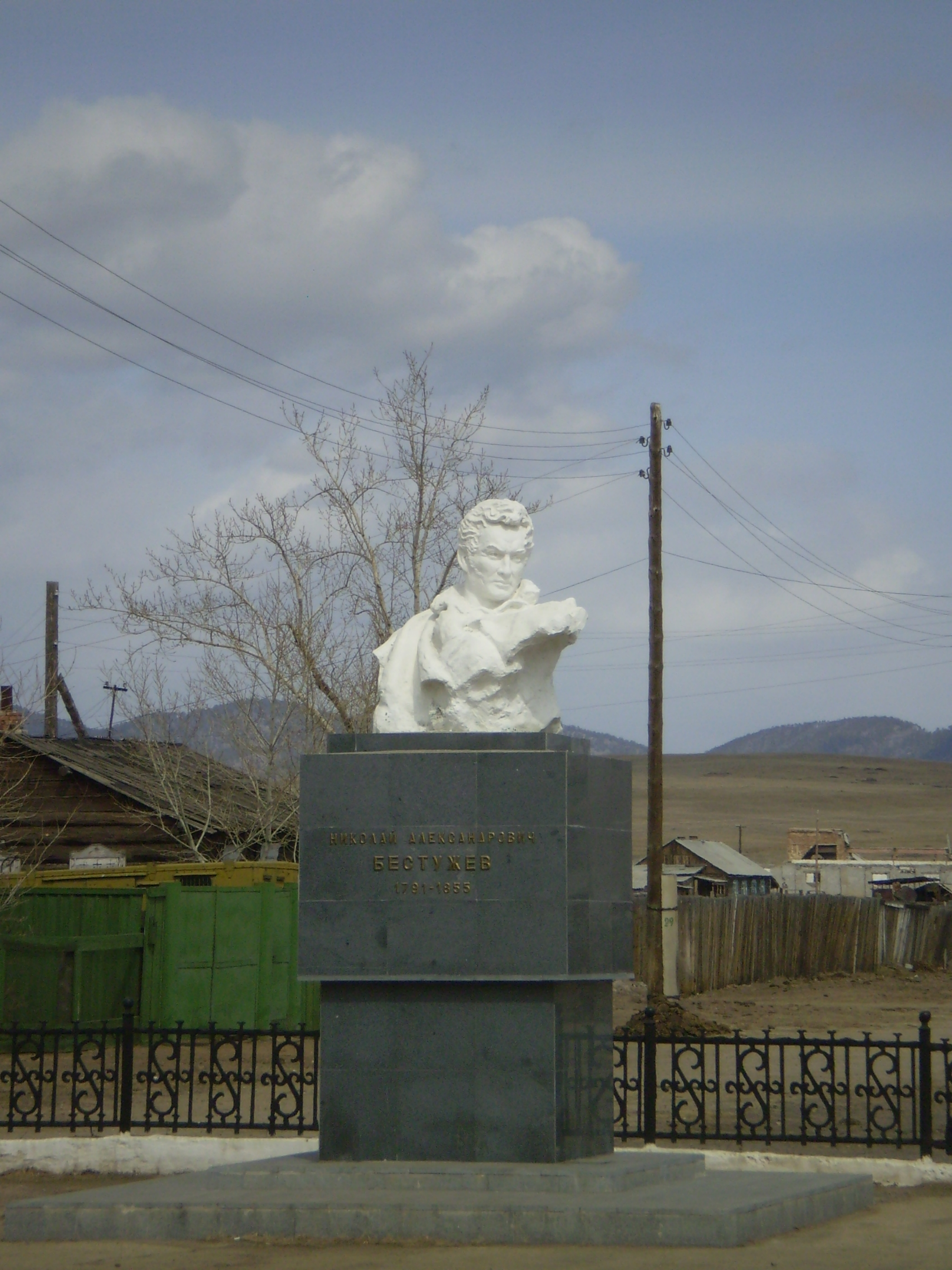
Памятник Н. А. Бестужеву в Новоселенгинске
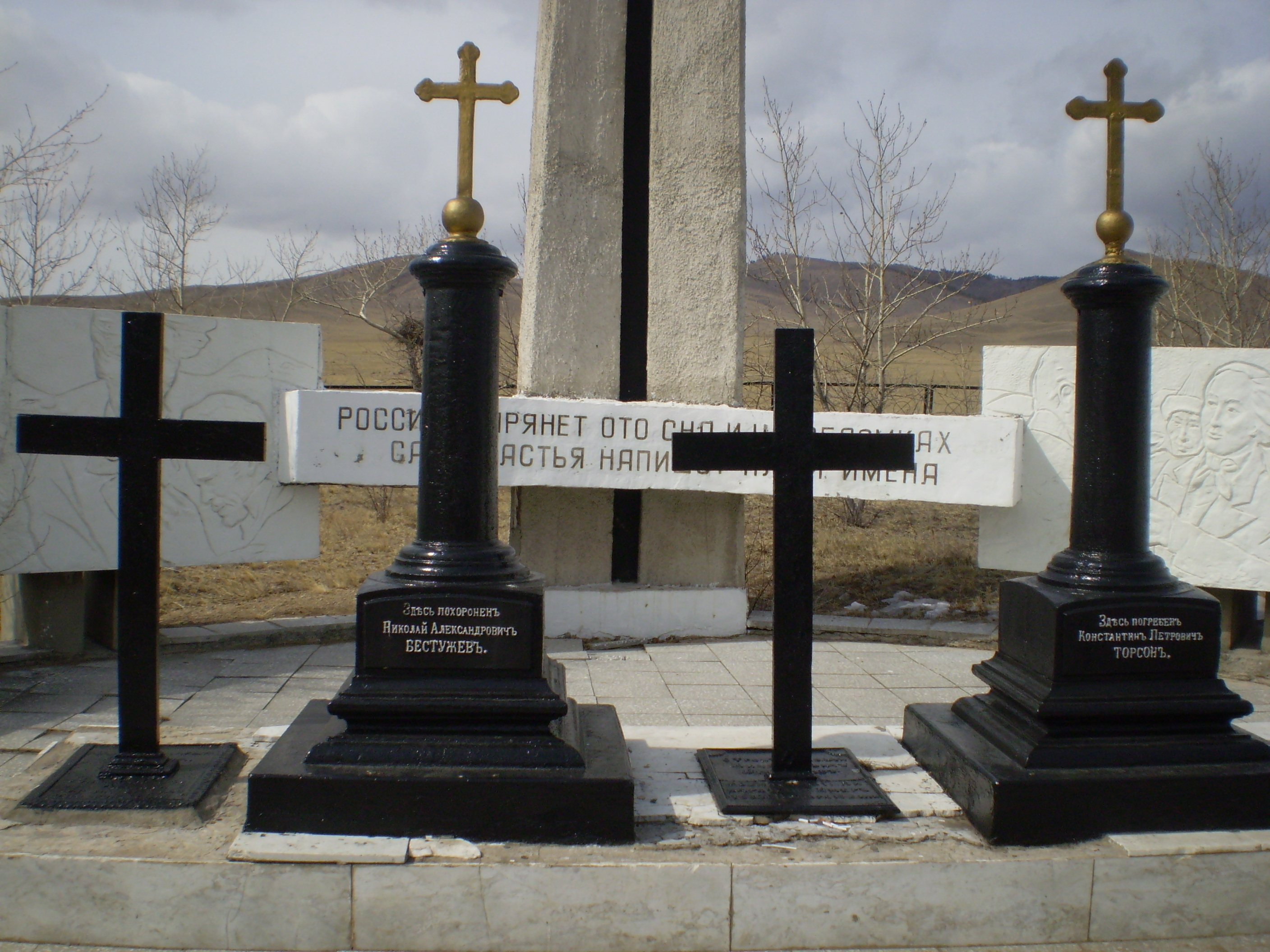
Некрополь Н. А. Бестужева и К. П. Торсона  в Новоселенгинске
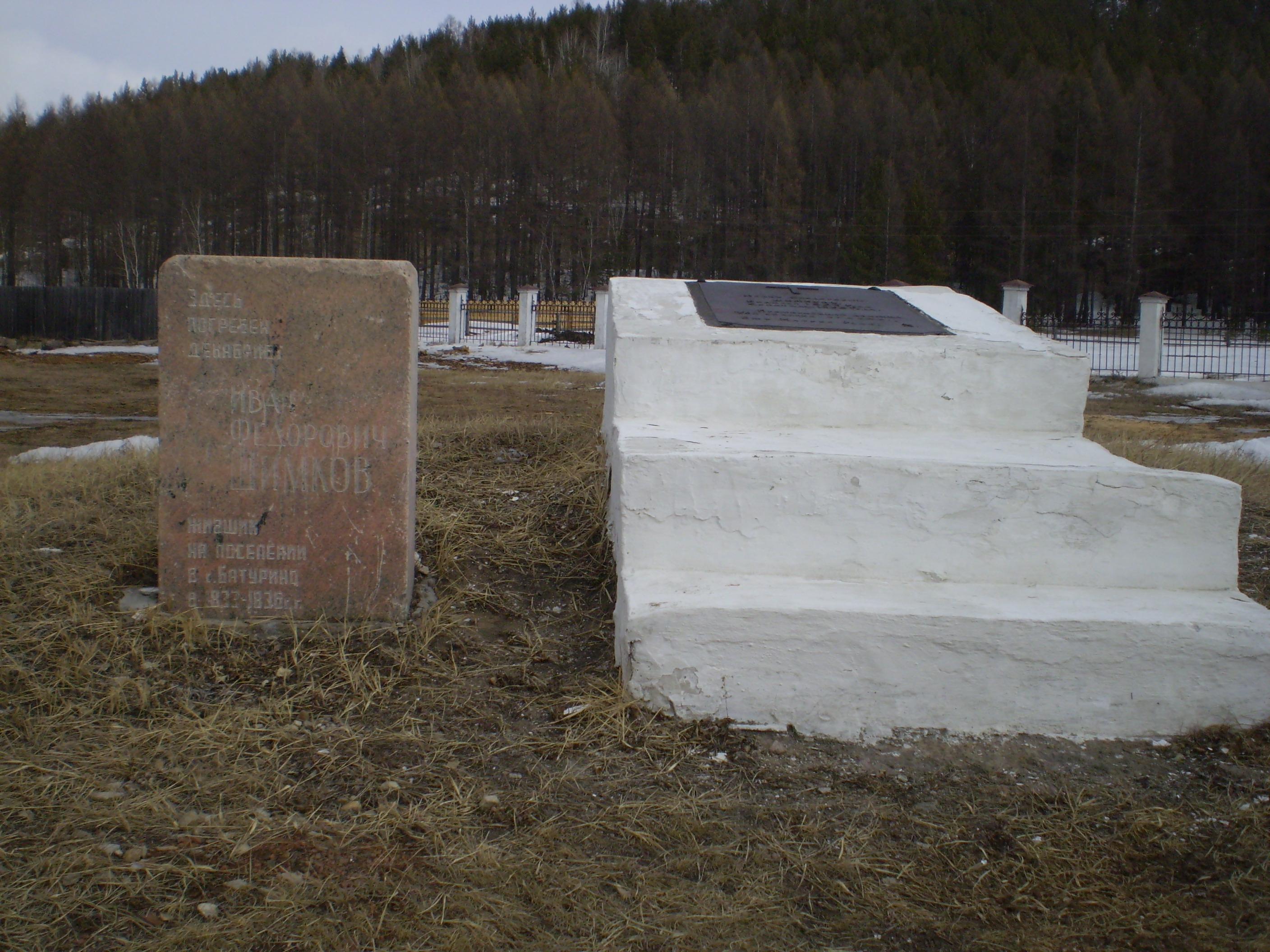
Памятник на могиле И. Ф. Шимкова в селе Батурино

- В 1950-е годы точное местонахождение могилы М. К. Кюхельбекера было утеряно. Новый памятник был установлен в предполагаемом месте захоронения.
- Памятник на могиле И. Ф. Шимкова. Реконструирован в 1975 году.
- Бюст Н. А. Бестужева на площади Музея декабристов в Новоселенгинске. Скульптор А. И. Тимин.
- Некрополь на могилах Н. А. Бестужева и К. П. Торсона в Новоселенгинске (Посадское кладбище).

## Исследователи
Первым исследователем жизни декабристов в Бурятии и Забайкалье был купец П. Т. Трунев. В 1891 году он начал печатать материалы о нахождении декабристов в Сибири в сборнике «Русская Старина» и «Историческом вестнике» (статья «Декабристы в Нерчинских рудниках»).